# Pilotrichella muelleri
Pilotrichella muelleri är en bladmossart som beskrevs av Per Karl Hjalmar Dusén 1895. Pilotrichella muelleri ingår i släktet Pilotrichella och familjen Meteoriaceae. Inga underarter finns listade i Catalogue of Life.